# ولی میلز (تگزاس)
ولی میلز، تگزاس(به انگلیسی: Valley Mills, Texas) شهری در ایالت تگزاس از ایالات جنوبی ایالات متحده آمریکا است. در سرشماری سال ۲۰۰۰، جمعیت این شهر ۱۱۲۳ نفر اعلام شد.